# Bad Deutsch-Altenburg
Bad Deutsch-Altenburg è un comune austriaco di 1 747 abitanti nel distretto di Bruck an der Leitha, in Bassa Austria; ha lo status di comune mercato (Marktgemeinde).

## Monumenti e luoghi d'interesse
- Castel Ludwigstorff